# Crépide dorée
Crepis aurea
Espèce
La Crépide dorée, ou Crépide orangée (Crepis aurea), est une espèce de plantes à fleurs de la famille des Astéracées.
C'est une plante herbacée vivace.

## Description
La Crépide dorée possède une inflorescence par tige, et un capitule de 2 à 3 cm de diamètre pour 10 à 30 cm de haut. Sa couleur est un orange flamboyant avec des variations allant du jaune au rouge. Les feuilles sont situées à la base de la tige et ont toutes une forme ovale plus ou moins dentée. On retrouve tout au long de la tige et sur le capitule des poils noirs étalés. 

## Floraison
Sa période de floraison s'étend de juin à août.

## Distribution et habitat
Cette plante pousse dans les prairies de l’étage montagnard jusqu'aux prairies de l'étage alpin (entre 1 500 et 2 900 m). Pour assurer sa croissance elle à besoin  d'un milieu ensoleillé avec un sol fertile peu calcaire, riche en nutriments.
On la retrouve dans les massifs montagneux du sud de l'Europe, et en France la sous espèce aurea n'est présente que dans le Jura et les Alpes,.